# Chetogena scutellaris
Chetogena scutellaris är en tvåvingeart som först beskrevs av Wulp 1890.  Chetogena scutellaris ingår i släktet Chetogena och familjen parasitflugor. Inga underarter finns listade i Catalogue of Life.